# Matrina
Matrina es un alcaloide que se encuentra en las plantas del género Sophora. Tiene una variedad de efectos farmacológicos, incluyendo los efectos anti-cáncer, y la acción como un receptor κ-opioide agonista y receptor μ.
Matrina posee fuertes actividades antitumorales in vitro y in vivo. La inhibición de la proliferación celular y la inducción de la apoptosis son las probables mecanismos responsables de las actividades antitumorales de Matrine. Matrina es un componente herbal de la medicina china china tradicional Sophora flavescens Ait.
Matrina y el compuesto relacionado oxymatrina tiene un efecto antialimentaria contra termita subterránea de Formosa.